# Søren Løvtrup
Søren Løvtrup, född 11 februari 1922 i Köpenhamn, död 11 november 2002 i Köpenhamn, var en dansk zoofysiolog, känd för teorin om makromutationer och sin kritik av evolutionsteorin.
Søren Løvtrup föddes i Köpenhamn, där han tog studenten 1940. Han skrevs in vid universitetet där och tog magisterexamen i biokemi 1945. Därefter hade han tjänst som forskarassistent vid Carlsberg Laboratorium, till 1953 då han doktorerade i embryologi med avhandlingen Studies on amphibian embryogenesis om groddjur. Samma år fick han tjänst som lektor i enzymologi vid Göteborgs universitet, och undervisade så småningom även i cellfysiologi. Från 1965 var han verksam vid Umeå universitet som professor i zoofysiologi. 
Med boken Darwinism: The Refutation of a Myth (1987) blev han känd för en större publik, då han gick i skarp polemik mot evolutionsteorin. I stället för att evolutionen skett successivt med små steg, anpassning och genom naturligt urval, menar Løvtrup att den manifesterats språngvis med drastiska förändringar till följd av strategiska samspelande mutationer, och han förespråkade därmed den så kallade makromutationsteorin (saltationism). Som belägg för teorin anförde Løvtrup att stadierna mellan olika utvecklingsformer inte borde har överlevt eftersom de enligt hans mening inte kan ha varit funktionella. 
Løvtrups teori fick aldrig något egentligt erkännande i forskarvärlden, och inte heller fick hans försök att vederlägga evolutionsteorin något genomslag.
1944–1959 var Løvtrup gift med professor Ebba Lund  och sedan med Huguette Lövtrup-Rein. Som emeritus var han bosatt i Paris.

## Fotnoter
1. ↑  Bibliothèque nationale de France, BnF Catalogue général : öppen dataplattform, id-nummer i Frankrikes nationalbiblioteks katalog: 121296852, läst: 30 december 2019.[källa från Wikidata]
2. ↑  Bibliothèque nationale de France, BnF Catalogue général : öppen dataplattform, id-nummer i Frankrikes nationalbiblioteks katalog: 121296852, läst: 26 mars 2017.[källa från Wikidata]
3. ↑  Tjeckiska nationalbibliotekets databas, NKC-ID: mub2010585855, läst: 15 december 2022.[källa från Wikidata]
4. ↑  Ebba Lund Dansk kvindebiografisk leksikon